# Adrienne de Suède
La princesse Adrienne de Suède, duchesse de Blekinge, née le 9 mars 2018 à l'hôpital de Danderyd non loin de Stockholm, est le troisième enfant et la deuxième fille de la princesse Madeleine et Christopher O'Neill. Elle est le septième petit-enfant et la troisième petite-fille du roi Charles XVI Gustave et la reine Silvia. Elle est douzième dans l'ordre de succession au trône de Suède.

## Biographie

### Naissance
La princesse Adrienne Joséphine Alice, princesse de Suède, duchesse de Blekinge, est née le 9 mars 2018 à l'Hôpital de  Danderyd, en Suède. La naissance a été accueillie par une salve de 21 coups de canon à Skeppsholmen (Stockholm) et depuis les stations de Göteborg, Härnösand, Karlskrona et Boden. Le 12 mars, ses prénoms et titre ont été annoncés lors d'un conseil d'État par son grand-père, le roi Charles XVI Gustave.
Un Te Deum a été organisé en son honneur dans la chapelle royale du palais royal de Stockholm le 12 mars 2018.

### Baptême
Le baptême de la princesse Adrienne a eu lieu le 8 juin 2018 dans la chapelle royale du palais de Drottningholm, quatre ans jour pour jour après le baptême de sa sœur la princesse Leonore et 5 ans après le mariage de ses parents. 
À cette occasion, elle reçoit pour parrains et marraines : 
- Anouska d'Abo,
- Coralie Charriol Paul,
- Nader Panahpour,
- Gustav Thott,
- Charlotte Kreuger Cederlund,
- Natalie Werner[3].

### Rôle monarchique
À la suite d'une décision du roi Charles XVI Gustave du 7 octobre 2019, les enfants de la princesse Madeleine n'appartiennent plus à la « maison royale » et perdent leur traitement d'altesse royale. Bien qu'elle fasse toujours partie de la famille royale et qu'elle conserve son titre de princesse, Adrienne est ainsi considérée comme une personne privée et n'est pas destinée à assumer des missions officielles au nom de la Couronne. Elle n'aura aucune restriction sur son emploi futur et ses frais de subsistance ne seront pas couverts par les crédits du Parlement.

## Titulature

Monogramme de la princesse Adrienne.

- 12 mars 2018 - 7 octobre 2019 : Son Altesse Royale la princesse Adrienne de Suède, duchesse de Blekinge (naissance) ;
- Depuis le 7 octobre 2019 : Princesse Adrienne de Suède, duchesse de Blekinge[4].

## Armes
Les armoiries de la princesse sont les suivantes :
| Blason | Blasonnement : Écartelé : à la croix pattée d'or, qui est la Croix de Saint-Eric, cantonnée en 1 et 4, d'azur à trois couronnes d'or posées 2 et 1 (qui est de Suède moderne), en 2, d'azur, à trois barres ondées d'argent, au lion couronné d'or armé et lampassé de gueules, brochant sur le tout (qui est de Suède ancien), en 3, d'azur, au Chêne d'or, aux trois couronnes de même brochant (Blekinge), sur-le-tout de Vasa (tiercé en bande d'azur, d'argent et de gueules à la gerbe d'or brochant) et de Pontecorvo (d'azur, au pont à trois arches d'argent, sur une rivière de même, ombrée d'azur, et supportant deux tours du second ; le tout surmonté d'une aigle contournée au vol abaissé, becquée et membrée d'or empiétant un foudre de même accompagné en chef de sept étoiles d'or aussi rangées en forme de la constellation de la Grande Ourse (de Bernadotte)). |